# Ca Caçador
Ca Caçador és un edifici del municipi d'Alcover (Alt Camp) que forma part de l'Inventari del Patrimoni Arquitectònic de Catalunya.

## Descripció
L'edifici de "Ca Caçador" està situat al carrer Major. Consta de planta baixa, dos pisos i golfes. A la planta baixa, a la dreta de la façana principal, s'obre una gran porta rectangular d'entrada, formada per grans dovelles de pedra, on es troba heràldic amb les lletres alfa i tau i la data de 1608. Totes les obertures de l'habitatge han sofert diverses modificacions. Al primer pis hi ha un balcó i una finestra, al segon pis, dues finestres. Les golfes presenten dos grups de finestres d'arc de mig punt. L'obra és de pedra arrebossada i pintada imitant carreus. Hi ha també alguns elements de decoració modernista.

## Història
La construcció de "Ca Caçador" pot situar-se vers l'inici del segle xvii, d'acord amb la inscripció de l'escut de la façana (1608). La casa es pot situar a través de la documentació del "Libre Comú" d'Alcover, en què apareix l'any 1604, valorada en 600 lliures i propietat de Pere Cassador, i l'any 1682, propietat de Juan Cassador i amb un valor de 1090 lliures.